# إيرنانسانتشو
بلدية إيرنإنسانتشو (بالإسبانية: Hernansancho) هي بلدية تقع في مقاطعة آبلة التابعة لمنطقة قشتالة وليون وسط إسبانيا.

## الديموغرافيا
يبلغ عدد سكان بلدية إيرنإنسانتشو 200 نسمة عام 2011 (وفقاً للمعهد الوطني للإحصاء الإسباني).
| 235 | 233 | 221 | 214 | 210 | 210 | 200 |